# Acharagma aguirreanum
Acharagma aguirreanum är en kaktusväxtart som först beskrevs av Charles Edward Glass och R.A. Foster, och fick sitt nu gällande namn av Charles Edward Glass. Acharagma aguirreanum ingår i släktet Acharagma och familjen kaktusväxter. Inga underarter finns listade i Catalogue of Life.

## Bildgalleri

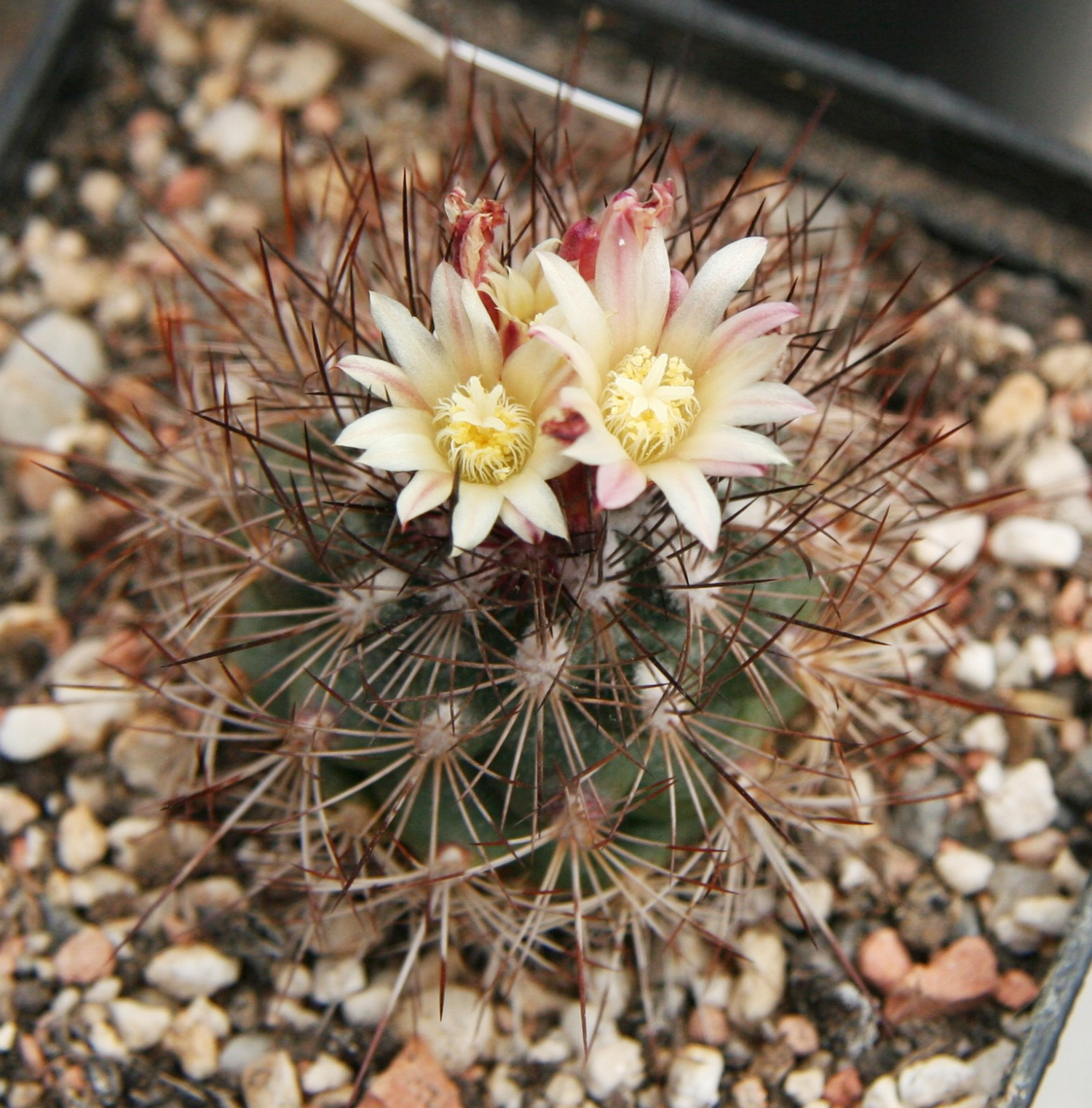
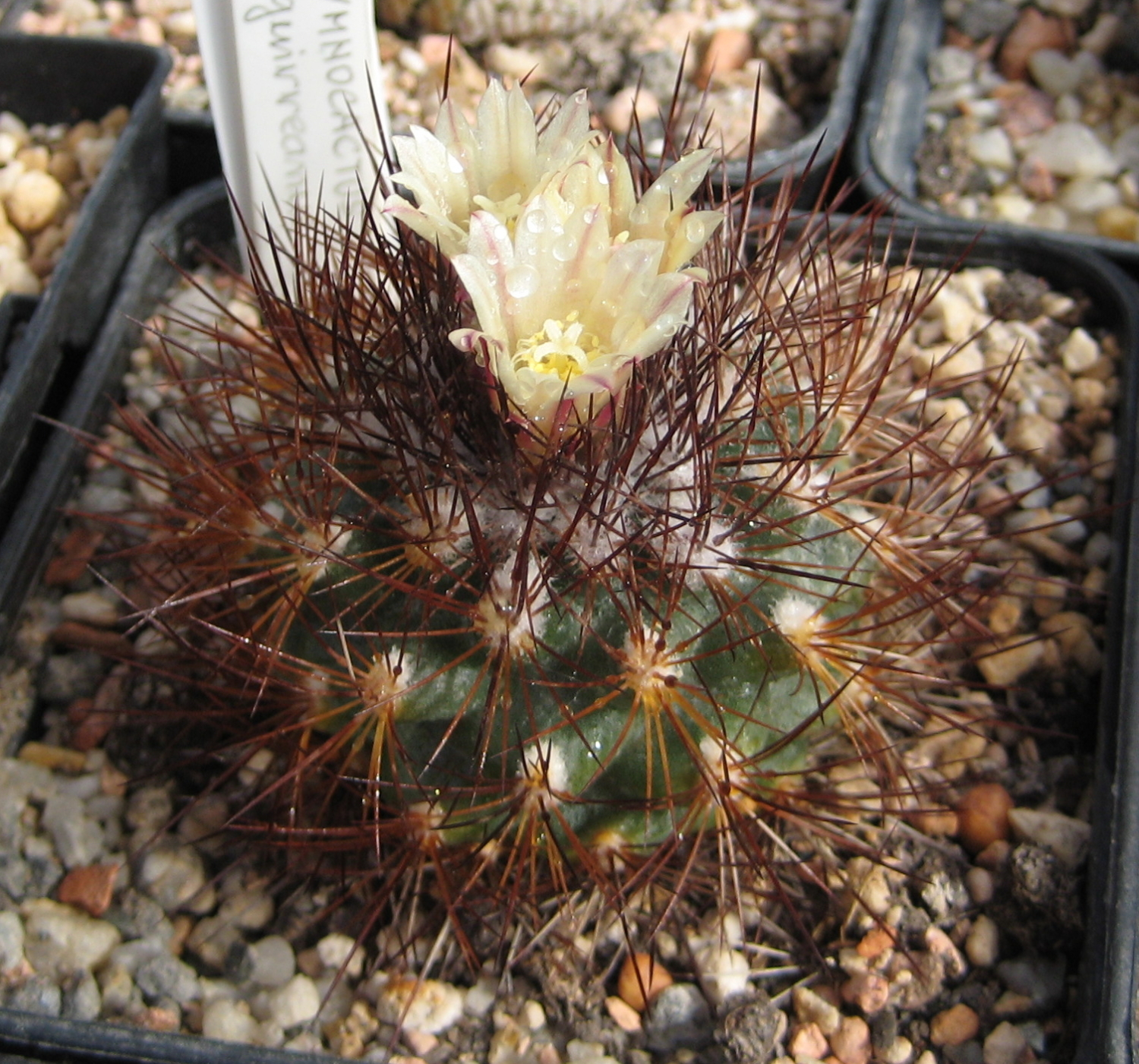
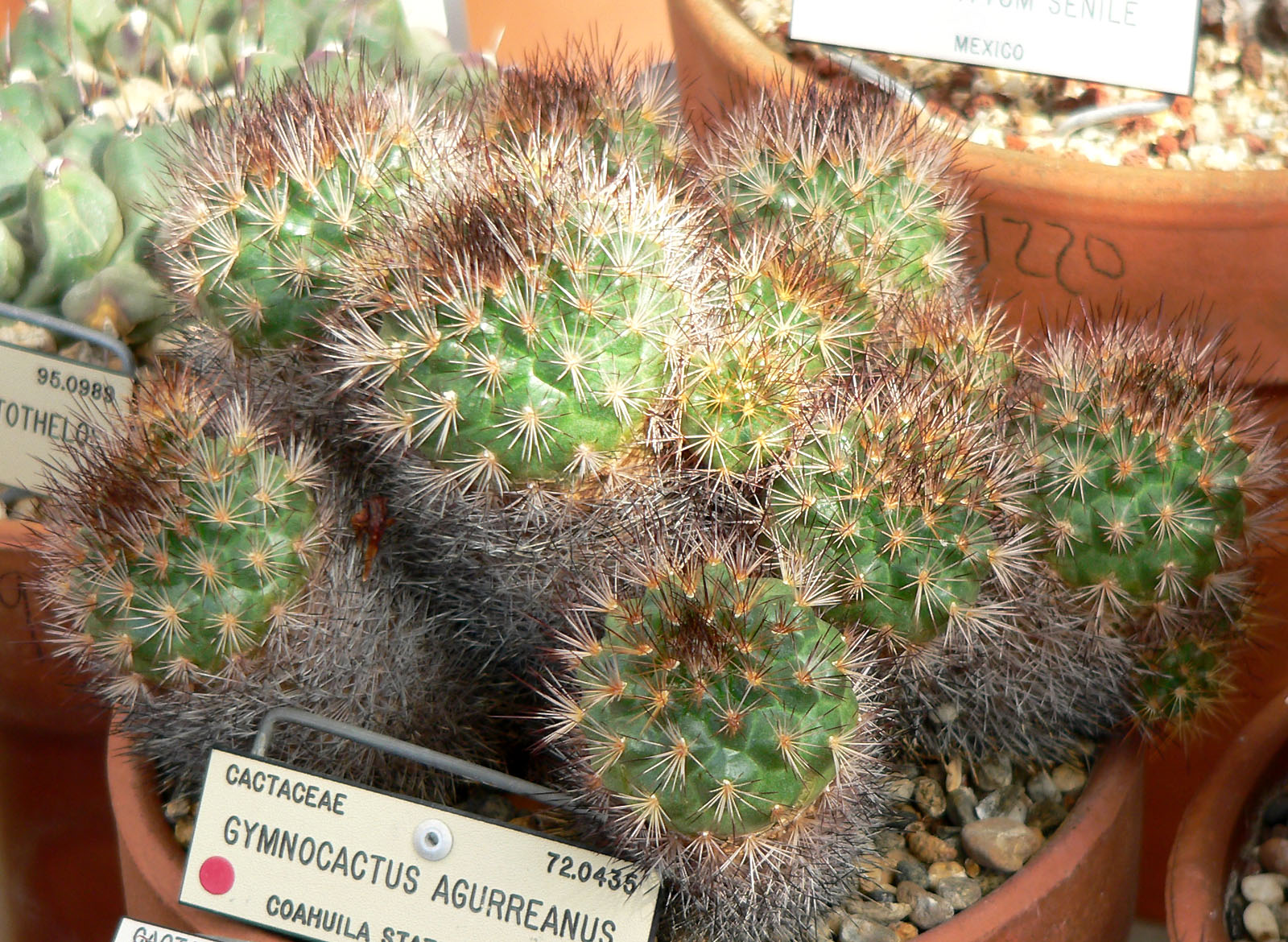